# カミーユ (歌手)
カミーユ（Camille, 1978年3月10日 - ）は、フランスの女性歌手。いわゆるフレンチ・ポップスの歌手である。

## 略歴
パリ14区でミュージシャンの父と英語教師の母との間に生まれ、パリ郊外のイヴリーヌ県で育つ。高校を卒業後にはパリ政治学院へ進学。在学中に作成したテープがアンリ・サルヴァドールの目に留まり、デビュー・アルバムを製作する。 
2002年9月、フランスで発売されたデビュー・アルバム『Le Sac des Filles』は、ボサノヴァ、シャンソンの要素を取り入れながら内省的な雰囲気もあり、大きな話題を呼んだ。アコースティック・ギターが中心のシンプルなサウンドが、彼女の美声を逆に引き立てていた。またこのアルバムは、パリ政治学院の企業研修の単位として認められ、卒業に貢献した。

## ディスコグラフィー

### アルバム
- 『パリジェンヌと猫とハンドバッグ』 - Le Sac des filles (2002)
- Le Fil (2005)
- Live au Trianon (2006)
- Music Hole (2008)
- Ilo Veyou (2011)
- Ilo Lympia (2013)